# مارک کیلین
مارک کیلین (انگلیسی: Mark Killeen) بازیگر اهل بریتانیا است.
از فیلم‌ها یا برنامه‌های تلویزیونی که وی در آن نقش داشته‌است می‌توان به ۳۰۰: ظهور یک امپراتوری، سِـکِـند سانز، دکتر هو و شوالیه تاریکی برمی‌خیزد اشاره کرد.